# Paradella plicatura
Paradella plicatura är en kräftdjursart som först beskrevs av Peter W. Glynn 1970.  Paradella plicatura ingår i släktet Paradella och familjen klotkräftor. Inga underarter finns listade i Catalogue of Life.